# تشانغ هاو (سباحة متزامنة)
تشانغ هاو هي سباحة متزامنة صينية، ولدت في 28 أبريل 1997 في بكين في الصين.